# Vitali Peskov
Pour les articles homonymes, voir Peskov.
Vitali Viktorovitch Peskov (en russe : Виталий Викторович Песков), né à Moscou le 12 mai 1944 et mort à Moscou le 12 mars 2002, est un dessinateur et caricaturiste soviétique puis russe,,.

## Biographie
Vitali Peskov est l'auteur de plus de quinze mille caricatures principalement politiques et sociales et est considéré comme l'un des meilleurs caricaturistes de son pays. Sa première caricature a été publiée par la revue moscovite Smena en 1967. Il est ensuite publié dans la Literatournaïa gazeta, l'un des journaux les plus répandus d'URSS.

### Expositions posthumes
Le lendemain de sa mort survenue en 2002, son appartement est saccagé et sa famille ne peut y pénétrer. De l'argent, divers objets et quelque trois cents dessins sont dérobés. Ses archives, riches de 15 000 images, sont détruites. Un mois plus tard, une exposition présentant 300 dessins volés est organisée dans la galerie privée moscovite de l’artiste presque inconnu Leonid Tichkov,, alors qu'aucune exposition personnelle n'a jamais été organisée de son vivant. Personne ne sait comment ces caricatures volées sont entrées en possession des organisateurs ni où se trouvent les archives des publications, les 15 000 dessins, l’argent et tout ce qui a été volé dans l’appartement (meubles, ustensiles, vêtements). Il y a de fortes présomptions que les dessins aient été détruits. Des personnes comme Leonid Tichkov n'hésitent pas à employer des procédés illégaux à l'encontre d'artistes comme Vitali Peskov qu'ils estiment être de trop talentueux concurrent. En plus de Tichkov, des personnalités actives dans le milieu culturel russe et des hauts fonctionnaires du gouvernement de Moscou et du ministère de la Culture semblent impliqués dans cette affaire. Le Parquet de Russie a ouvert une affaire pénale, mais la corruption en Russie étant importante, à ce jour personne n'a encore été arrêté.
La veuve de Peskov, Irina Korchikova, est en possession d'archives comportant trois mille copies de dessins. Elle et son fils Victor Mikhaïlovitch Korchikov reçoivent des menaces et fuient en Amérique et s'établissent à New York. Ils créent un site dédié à la mémoire du caricaturiste et publient un livre sur sa vie et son œuvre, À Vitali de la part d'Irina.
Dans son livre, Irina Korchikova raconte qu'elle a été menacée par le chef adjoint chargé de l'art contemporain au Ministère de la culture de Russie, Alexandr Zavolokine (en russe : Александр Сергеевич Заволокин), qui lui a écrit que son camarade Leonid Tichkov est le représentant de l'art russe dans d'autres pays et que, par conséquent, elle ne sera pas en mesure de parvenir à un procès équitable. Actuellement (en 2013), Zavolokine occupe le même poste élevé au sein du Ministère de la culture de Russie.
La veuve de Vitali Peskov a autorisé la publication des dessins dans Wikipedia.

## Œuvres
En outre, Vitali Peskov est illustrateur de livres et dessinateur des dessins animés suivants :
- 1973 : Les Cowboys de la ville («Ковбои в городе»[12])
- 1974 : Le Cher garçon (Дорогой мальчик)
- 1975 : Maïakovski rit (le film de Sergueï Ioutkevitch)
- 1975 : L'Ironie du sort d'Eldar Riazanov, auteur de la séquence titre du film.
- 1975 : L'affaire est dans le chapeau («Дело в шляпе»)
- 1976 : Le Stade au contraire (Стадион шиворот-навыворот)
- 1977 : À toi, classe attaquante ! (ru) (Тебе — атакующий класс!) (du studio Ekran (le titre du film est inspiré d'un poème de Maïakovski)
- 1978 : Dima prend la route (Дима отправляется в путь)
- 1980 : Pif-paf, oï-oï-oï! (ru) (Пиф-паф, ой-ой-ой!), film-parodie, avec Garri Bardine[13]

## Galerie
Les dessins proviennent du livre et du site dédiés à Vitali Peskov :

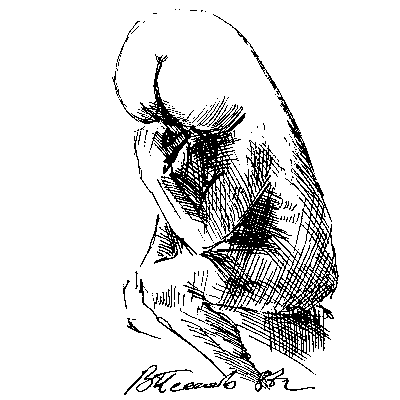
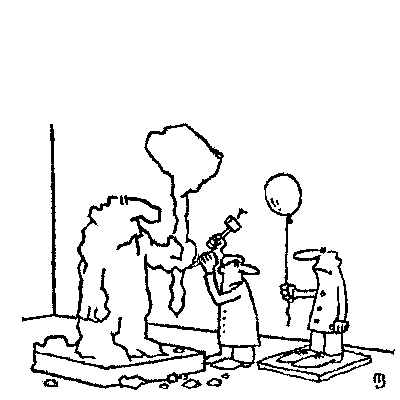
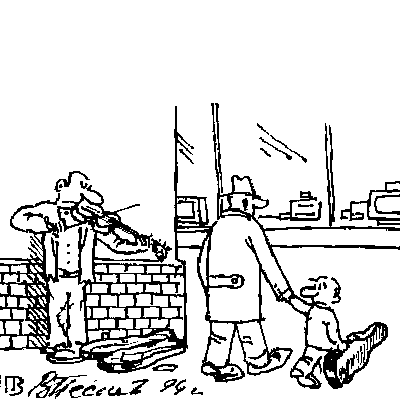
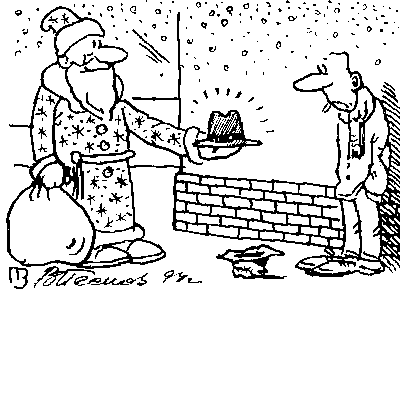
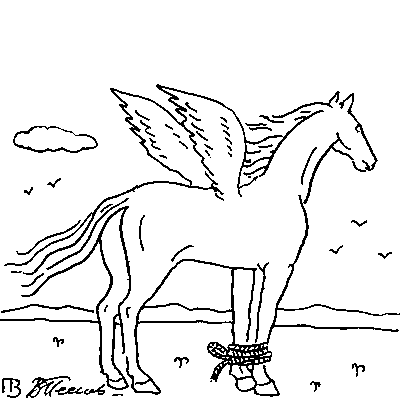
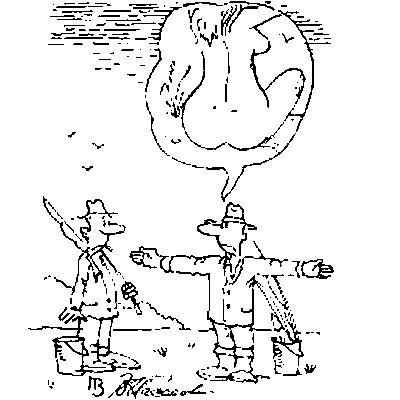
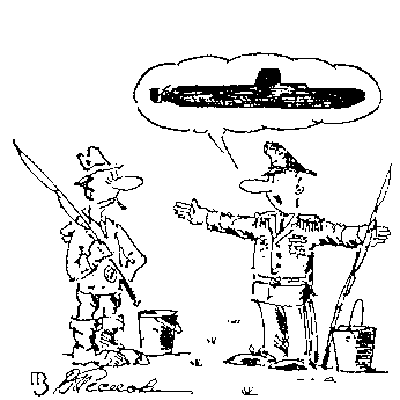
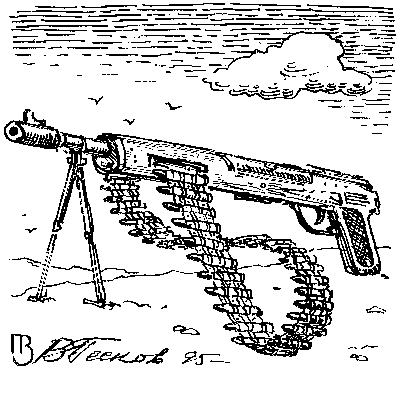
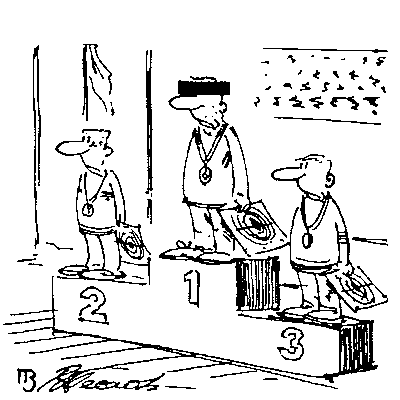
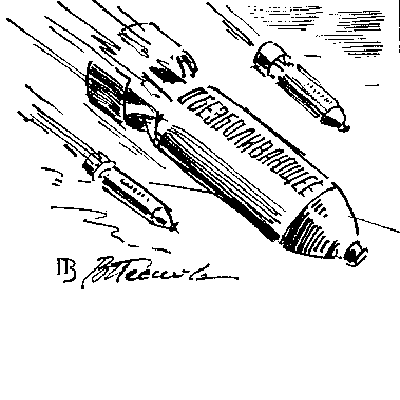
L'analgésique
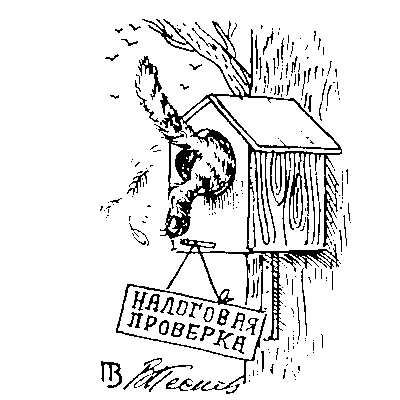
Le Contrôle fiscal
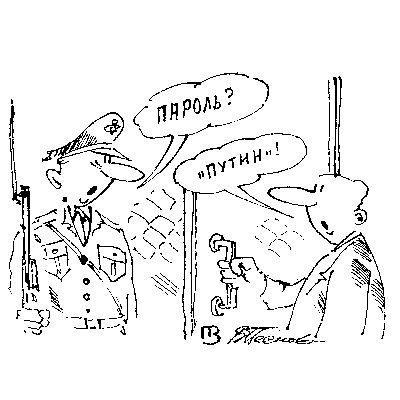
— Mot de passe? — Poutine!